# نصيب الفرد من اجمالي الدخل القومي
نصيب الفرد من اجمالي الدخل القومي ( بالانجليزية : GNI per capita) هو مقياس يستخدمه البنك الدولي محددا للتنمية الاقتصادية، وهو نصيب الفرد من إجمالي الدخل القومي، لغرض ترتيب البلدان وتصنيفها على مدار أكثر من 50 عاما. وأُطلِق على المجموعة الأولى من هذه الإحصاءات اسم أطلس البنك الدولي ونُشر في عام 1966. واشتملت هذه المجموعة على تقديرين فقط لكل بلد: تعداد السكان ونصيب الفرد من إجمالي الناتج القومي بالدولار الأمريكي
وهو مؤشر اقتصادي يقيس درجة التنمية الاقتصادية في بلد ما وأثرها الاجتماعي، ويتم ذلك من خلال قسمة قيمة الناتج المحلي الإجمالي على عدد السكان. لذلك هو ليس القيمة الحقيقية لانتاج الافراد .
وهو يستعمل كذلك لقياس مستوى الرفاه الاجتماعي لمواطني الدولة.

## محددات التصنيف (لعام 2020)
تم تقسيم الدول الى اربعة مجموعات ( طبقا لعام 2020) وهي :
1. البلدان منخفضة الدخل : والتي يقل نصيب الفرد فيها عن 1,036 دولار امريكي من اجمالي الدخل القومي
2. الشريحة الدنيا من البلدان متوسطة الدخل: والتي يتراوح فيها نصيف الفرد من 1,036 - 4,045 دولار
3. الشريحة العليا من البلدان متوسطة الدخل : والتي يتراوح فيها نصيب الفرد من 4,046 - 12,535 دولار
4. البلدان مرتفعة الدخل : والتي يكون فيها نصيب الفرد اكبر من 12,535 دولار امريكي

## إحصائيات ( عام 2022 )[2]

### الشريحة منخفضة الدخل
السودان : 760 دولار
توجو :  990 دولار

### الشريحة الدنيا من البلدان متوسطة الدخل
السنغال : 1,640 دولار